# Eparchia Bijnor
Eparchia Bijnor – eparchia Kościoła katolickiego obrządku syromalabarskiego w Indiach. Została utworzona w 1972 jako egzarchat apostolski. Podniesiona do rangi eparchii w 1977.

## Główne świątynie
- Katedra: Katedra św. Józefa w Kotdwarze

## Eparchowie
- Gratian Mundadan (1972–2009)
- John Vadakel CMI (2009–2019)
- Vincent Nellaiparambil (od 2019)